# Emesinae
Die Emesinae sind eine Unterfamilie der Raubwanzen (Reduviidae) aus der Teilordnung Cimicomorpha. Im Englischen heißen sie auch Thread-legged Bugs („Fadenbeinige Wanzen“).

## Merkmale
Die Emesinae besitzen einen verlängerten schlanken Körper. Die Beine sind fadenartig (ebenfalls schlank und lang). Sie verfügen am Ende der Vorderschienen (Tibiae) (im Gegensatz zu anderen Wanzen) über kein Haftpolster, sondern eine als „Fossula spongiosa“ bezeichnete Struktur aus dicht stehenden Haaren zum Festhalten der Beute. Die Klauen der Vorderbeine sind häufig asymmetrisch.
Die vordere Hüftgelenkspfanne (Acetabulum) öffnet nach vorn. Die Wanzen erreichen Größen zwischen 3 und 40 Millimeter. Die meisten Arten sind jedoch weniger als 10 Millimeter lang.

## Lebensweise
Viele Emesinae sind nacht- und dämmerungsaktiv. Sie halten sich häufig an Baumrinde oder in Spinnennetzen auf. Es gibt auch Arten, die in Höhlen leben. Sie jagen verschiedene Gliederfüßer. Im Gegensatz zu den Gespenstschrecken (Phasmatodea) verwenden die Emesinae nur die letzten beiden Beinpaare zur Fortbewegung. Das vordere Beinpaar dient zum Greifen von Beutetieren.
Die Unterfamilie ist weltweit vertreten. Die höchste Artenvielfalt der Emesinae findet man in den Tropen sowie auf verschiedenen Pazifikinseln.

## Taxonomie und Systematik
Die Emesinae bestehen aus mehr als 900 Arten in etwa 90 Gattungen. In Europa ist die Unterfamilie mit 30 Arten aus 10 Gattungen vertreten. In Nordamerika nördlich von Mexiko kommen etwa 60 Arten aus 14 Gattungen vor. Bei einer Revision der Unterfamilie durch
Wygodzinsky (1966) betrachtete dieser die Emesinae als ein Schwestertaxon der Saicinae.
Die Emesinae werden in folgende sechs Tribus gegliedert (mit einer Auswahl an Gattungen):
- Collartidini Wygodzinsky, 1966
  - Collartida, Mangabea, Stenorhamphus
- Deliastini Villiers, 1949
  - Bergemesa, Palacus, Stalemesa
- Emesini Amyot & Serville, 1843
  - Chinemesa, Emesa, Eugubinus, Gardena, Myiophanes, Phasmatocoris, Polauchenia, Stenolemus, Stenolemoides
- Leistarchini Stål, 1836
  - Bagauda, Gomesius, Guithera, Lutevula, Mafulemesa, Ploiara, Proguithera
- Metapterini Stål, 1874
  - Barca, Bargylia, Emesaya, Ghilianella, Onychomesa, Pseudobargylia, Pseudometapterus, Schidium
- Ploiariolini Van Duzee, 1916
  - Emesopsis, Empicoris, Saicella

## Arten in Europa
In Europa kommen folgende Arten vor:
- Collartida anophthalma Español & Ribes, 1983
- Collartida tanausu J. Ribes, P. Oromi & E. Ribes, 1998
- Emesopsis nubilus Uhler, 1894
- Empicoris baerensprungi (Dohrn, 1863)
- Empicoris brevispinus (Puton, 1889)
- Empicoris culiciformis (De Geer, 1773)
- Empicoris gloriae Baena & P.V. Putshkov, 1977
- Empicoris gracilentus (Jakovlev, 1907)
- Empicoris mediterraneus Hoberlandt, 1956
- Empicoris melanacanthus (Horvath, 1892)
- Empicoris noualhieri (Puton, 1887)
- Empicoris pyrenaicus Dispons, 1958
- Empicoris rubromaculatus (Blackburn, 1889)
- Empicoris salinus (Lindberg, 1932)
- Empicoris tabellarius Ribes & P.V. Putshkov, 1992
- Empicoris uniannulatus (Signoret, 1852)
- Empicoris vagabundus (Linnaeus, 1758)
- Empicoris xambeui (Montandon, 1885)
- Gardena insignis Horvath, 1887
- Ischnonyctes barbarus (Lucas, 1849)
- Metapterus caspicus (Dohrn, 1863)
- Metapterus linearis A. Costa, 1862
- Ploiaria chilensis (Philippi, 1862)
- Ploiaria disponsi Linnavuori, 1965
- Ploiaria domestica Scopoli, 1786
- Ploiaria gutturalis Noualhier, 1895
- Ploiaria putoni Noualhier, 1895
- Schidium palinuri Dioli, 1989
- Stenolemus novaki Horvath, 1888
- Tinna grassator (Puton, 1874)

## Weitere Arten
Eine Auswahl außereuropäischer Arten:
- Barce fraterna (Say, 1832)
- Barce uhleri Banks, 1909
- Emesaya brevipennis (Say, 1832)
- Empicoris errabundus (Say, 1832)
- Empicoris orthoneuron McAtee & Malloch, 1925
- Empicoris winnemana McAtee & Malloch, 1925
- Gardena elkinsi Wygodzinsky, 1966
- Ghinallelia productilis Barber, 1914
- Phasmatocoris labyrinthicus Pape, 2013
- Ploiaria aptera McAtee & Malloch, 1925
- Ploiaria denticauda McAtee & Malloch, 1925
- Pseudometapterus umbrosus (Blatchley, 1926)
- Stenolemoides arizonensis Banks, 1909
- Stenolemus lanipes Wygodzinsky, 1949
- Stenolemus spiniventris Signoret, 1858